# Straßdorf (Schwäbisch Gmünd)
Straßdorf ist ein Stadtteil von Schwäbisch Gmünd in Baden-Württemberg.

## Geographie

### Geographische Lage

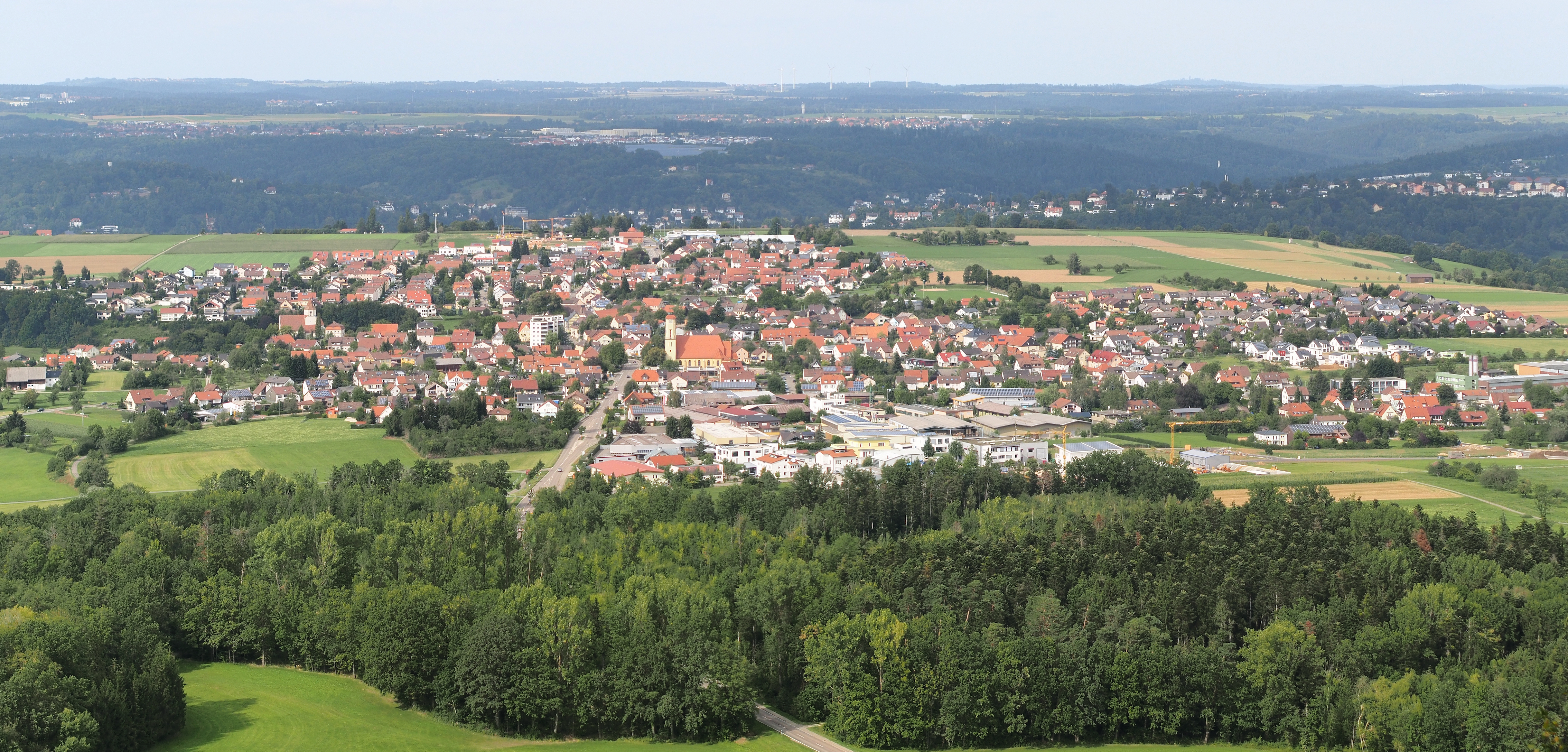
Straßdorf vom Rechberg aus gesehen

Der Stadtteil Straßdorf liegt rund zwei Kilometer südlich der Stadt Schwäbisch Gmünd auf einer Albvorebene ca. 420 Meter über NN. 

### Geologie
Vor 195 Millionen Jahren ging in Mitteleuropa die trockene und heiße Festlandzeit zu Ende. Das von Norden hereinströmende Meer lagerte in den kommenden 60 Millionen Jahren (Jurazeit) ca. 800 m mächtige Schichten an Sedimenten ab. Die Sedimente der Jurazeit werden in drei Schichten eingeteilt. Im Bereich des Stadtteils wurden die oberste Schicht (Oberjura) und mittlere Schicht (Mitteljura) im Laufe der Zeit abgetragen. Zurück blieb die unterste Schicht (Unterjura). In dieser etwa 80 m dicken Schicht finden sich zahlreiche Schalenreste der im Jurameer lebenden Austern und Ammoniten.

Während der letzten Eiszeit vor ca. 10.000 Jahren wurde durch Sand- und Staubstürme Löß aus dem Rheintal herangeweht. Durch Verwitterung und Entkalkung entstand dann Lößlehm. Dieser bildet, vor allem im Nordosten von Straßdorf, die oberste Schicht über dem sehr harten Fels des Unterjuras.

### Gliederung
Der Stadtteil besteht aus dem Hauptort Straßdorf, den Teilorten Metlangen, Reitprechts und Schönbronn sowie einigen Einzelhöfen.

### Klima
Messungen im Zeitraum von 1939 bis 1961 ergaben ein mittlerer Jahresniederschlag von ca. 1000 mm pro m² und Jahr und eine mittlere Jahrestemperatur von 7,3 °C. Im Zeitraum von 1961 bis 1990 ergab sich ein mittlerer Jahresniederschlag von ca. 1015 mm pro m² und Jahr und eine mittlere Jahrestemperatur von 7,8 °C. Das Klima wird daher als gemäßigt-montan eingestuft. Die Messungen fanden an Klimastationen in Schwäbisch Gmünd und Geislingen/Stötten statt.

## Geschichte
Die Namensgebung der Gemeinde geht vermutlich auf eine Römerstraße zurück die vom nahegelegenen Römerkastell Schirenhof nach Nenningen führte. Das Kastell bestand ab etwa 150 n. Chr. Die Straße führte im Bereich der heutigen Straßen Kastellstraße, Wallenstraße (Welsche Gasse) und Alemannenstraße durch den Ort. Daher wohl auch der Name Straßdorf (Dorf an der Straße).
Die Straße führte weiter über Waldstetten und das Christental nach Nenningen.

Im Jahre 1917 wurden römische Grundmauern und ein Siegelring auf der Gemarkung von Straßdorf gefunden. Die Mauerreste wurden auf diese Zeit (2. Jahrhundert) datiert.
Die erste gesicherte Nennung der Gemeinde geht auf das Jahr 1269 zurück. In einem Schlichtungsbrief des Klosters Lorch wird erwähnt Dietrich, der Vizepfarrer von Straßdorf "Dietrici viceplebani de Strasdorf".
Am 1. April 1972 wurde Straßdorf in die Stadt Schwäbisch Gmünd eingegliedert.

### Einwohnerentwicklung
| Jahr              | Straßdorf insgesamt | davon Metlangen | davon Reitprechts |
| ----------------- | ------------------- | --------------- | ----------------- |
| 1839              | 941                 | –               | –                 |
| 1875              | 1001                | –               | –                 |
| 1910              | 1407                | –               | –                 |
| 1938              | 1432                | –               | –                 |
| 1950              | 2043                | –               | –                 |
| 31. Dezember 1960 | 2572                | –               | –                 |
| 31. Dezember 1965 | 2909                | 120             | 114               |
| 31. Dezember 1970 | 3110                | 110             | 106               |

| Jahr              | Straßdorf insgesamt | davon Metlangen | davon Reitprechts |
| ----------------- | ------------------- | --------------- | ----------------- |
| 31. Dezember 1975 | 3160                | 109             | 88                |
| 31. Dezember 1980 | 3578                | 97              | 96                |
| 1984              | 3685                | –               | –                 |
| 1990              | 3786                | –               | –                 |
| 2000              | 3819                | –               | –                 |
| 1. November 2009  | 3689                | –               | –                 |
| 1. Januar 2012    | 3610                | –               | –                 |
| 31. Dezember 2014 | 3721                | –               | –                 |

## Politik

### Bürgermeister
1500 bis 1803 (Rechbergische und Gmündische Schultheiße)
Da Straßdorf ab Ende des 15. Jahrhunderts vom Rechberger Adelsgeschlecht und von Schwäbisch Gmünd beherrscht wurde, gab es bis 1803 sowohl Rechbergische als auch Gmündische Schultheiße.
| Rechbergische Schultheiße | Amtszeit  |
| ------------------------- | --------- |
| Georg Kübler sen.         | um 1604   |
| Georg Kübler jun          | um 1612   |
| Hans Kübler               | um 1628   |
| Franz Blessing            | um 1662   |
| Thomas Blessing           | um 1673   |
| Franz Blessing            | 1792–1803 |

| Gmündische Schultheiße | Amtszeit  |
| ---------------------- | --------- |
| Hans Kegel             | um 1500   |
| Georg Kegel            | um 1529   |
| Georg Kuhn             | um 1578   |
| Johannes Blersch       | um 1615   |
| Georg Kegel            | 1618–1648 |
| Leonhard Pfeifer       | um 1648   |
| Johannes Kegel         | um 1699   |
| Johannes Sturm         | bis 1803  |

nach 1803 waren folgende Schultheißen, Bürgermeister und Ortsvorsteher im Amt:

| Name               | Amtszeit  | Titel                               |
| ------------------ | --------- | ----------------------------------- |
| Johann Hägele      | 1803–1827 | Schultheiß                          |
| Bernhard Schmid    | 1827–1846 | Schultheiß                          |
| Franz Hägele       | 1846–1849 | Schultheiß                          |
| Johann Rieg        | 1849–1871 | Schultheiß                          |
| Xaver Bader        | 1871–1873 | Schultheiß                          |
| Franz Xaver Bieser | 1873–1878 | Schultheiß                          |
| Franz Xaver Bader  | 1878–1924 | Schultheiß                          |
| Theodor Menrad     | 1924–1925 | Schultheiß                          |
| Hugo Keicher       | 1925–1926 | Schultheiß                          |
| Johannes Rieger    | 1926–1927 | Schultheiß                          |
| Max Beck           | 1927–1943 | Schultheiß, seit 1929 Bürgermeister |

| Name             | Amtszeit  | Titel                                               |
| ---------------- | --------- | --------------------------------------------------- |
| Gruber           | 1943–1944 | Bürgermeister (kommissarisch)                       |
| Eugen Fraidel    | 1945      | Bürgermeister (kommissarisch)                       |
| Adolf Hägele     | 1945      | Bürgermeister (kommissarisch)                       |
| Alois Schill     | 1946–1948 | Bürgermeister (kommissarisch), ab März 1946 gewählt |
| Theodor Menrad   | 1948      | Bürgermeister                                       |
| Max Beck         | 1948–1960 | Bürgermeister                                       |
| Kurt Walheim     | 1960–1972 | Bürgermeister                                       |
| Otto Stadelmaier | 1972–1975 | Ortsvorsteher                                       |
| Berthold Nußbaum | 1975–1989 | Ortsvorsteher                                       |
| Harald Steiner   | 1990–2000 | Ortsvorsteher                                       |
| Werner Nußbaum   | seit 2000 | Ortsvorsteher                                       |

## Kultur und Sehenswürdigkeiten

### Bauwerke
Die ältesten Bestandteile der "Alten Kirche" reichen bis ins Jahr 1100 zurück. Die Kirche wurde Anfang des 20. Jahrhunderts zu klein. Aufgrund des Denkmalschutzes durfte die Kirche weder abgerissen noch umgebaut werden. An anderer Stelle wurde deshalb die Kirche St. Cyriakus in den Jahren 1914/1915 neu errichtet. Eines der ältesten Gebäude blieb der Ortschaft somit erhalten. 1718/1719 wurde die Marienkapelle am Nordrand der Ortschaft errichtet.
2002 wurde auf der Hochebene nördlich von Straßdorf der Skulpturenpfad Wege zur Kunst eingerichtet, der Werke u. a. von Jakob Wilhelm Fehrle, Eckhart Dietz oder Fritz Nuss zeigt.

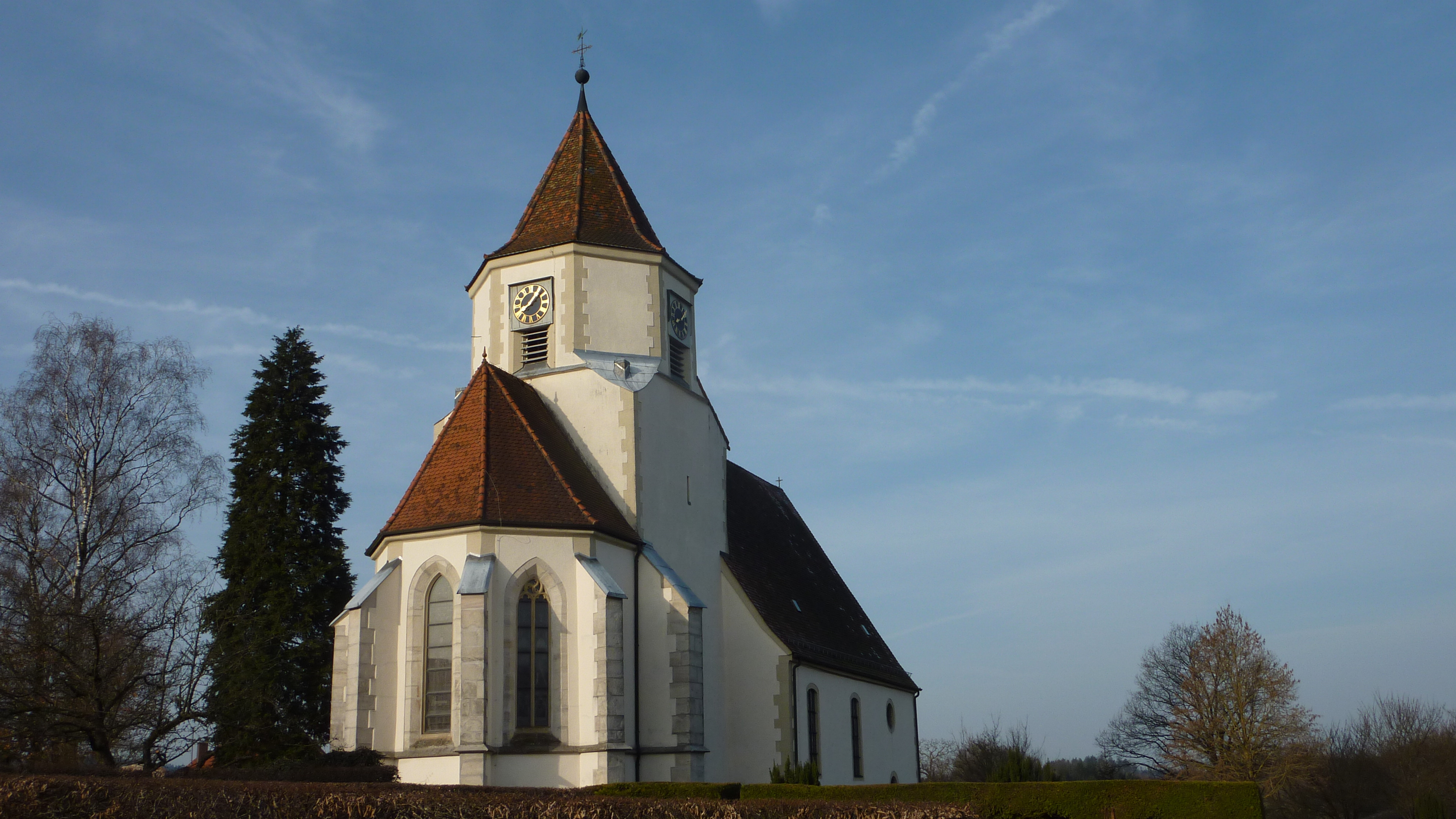
Alte Kirche (Friedhofskirche)
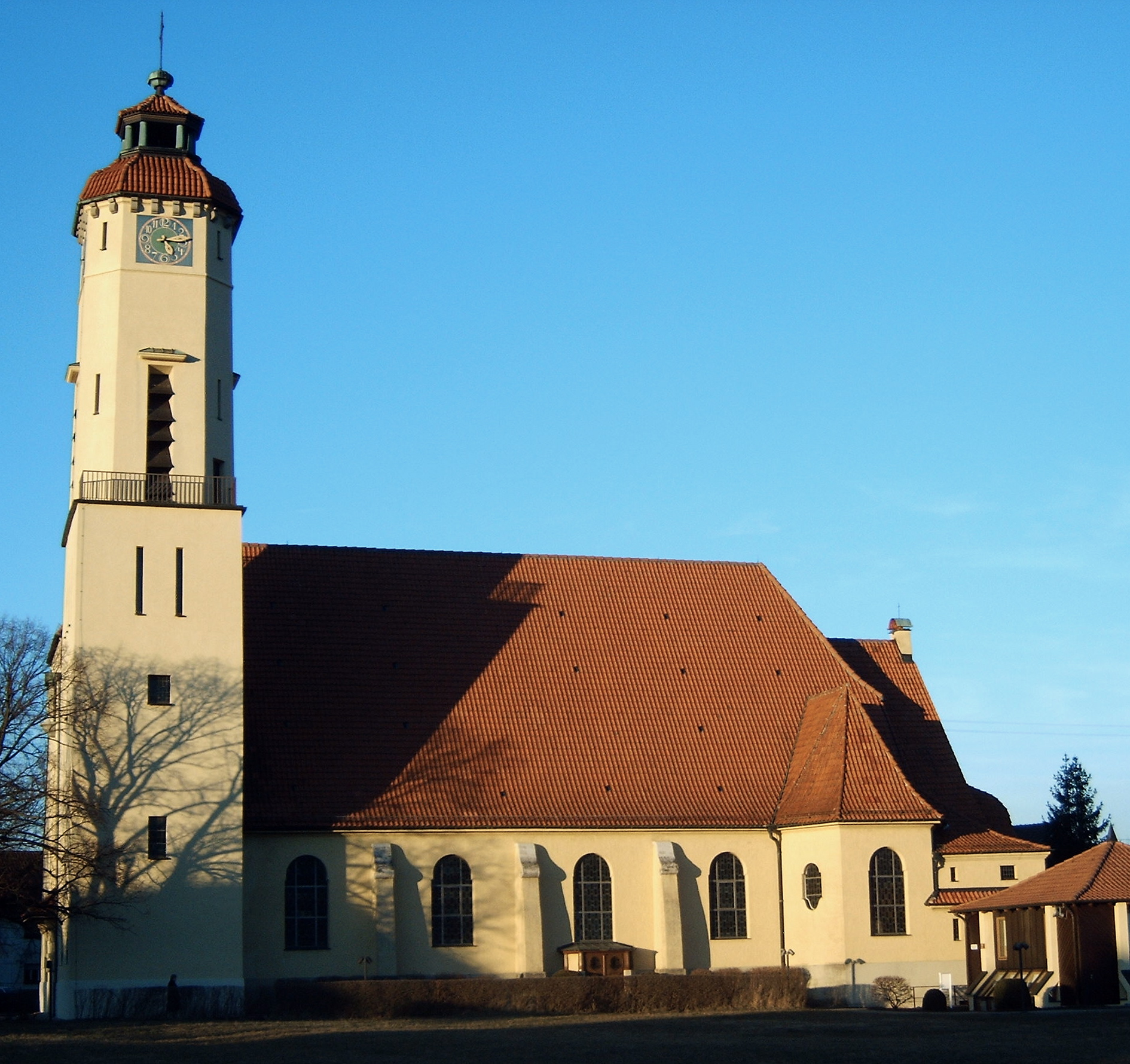
Kirche St. Cyriakus
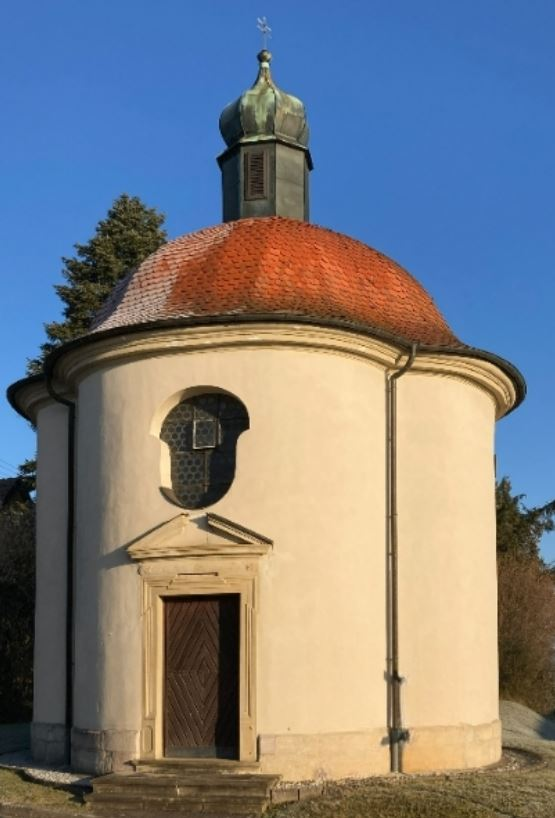
Marienkapelle
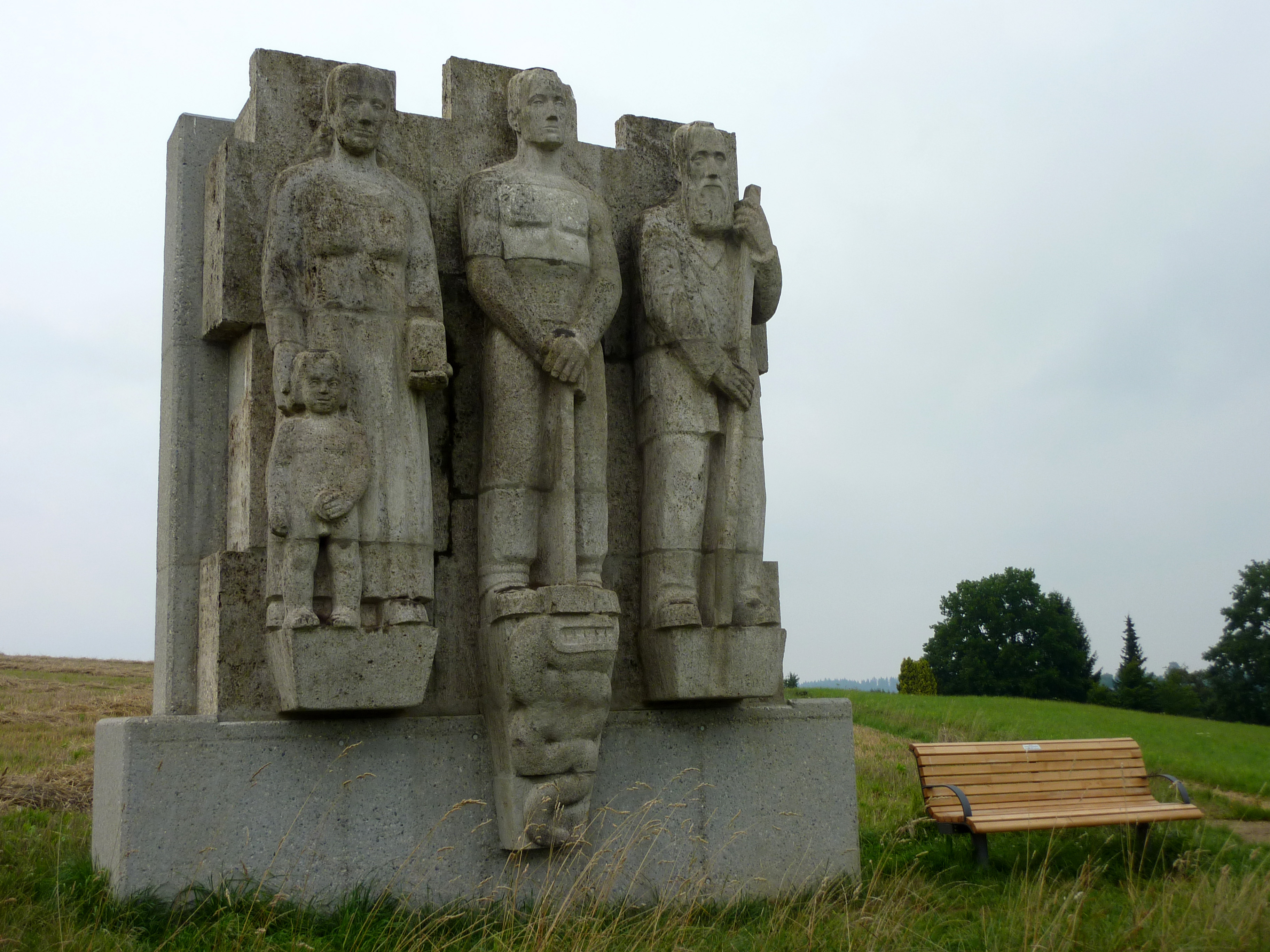
Adolf Bidlingmaier: Lebensalter, Steinrelief 1939 an Wege zur Kunst
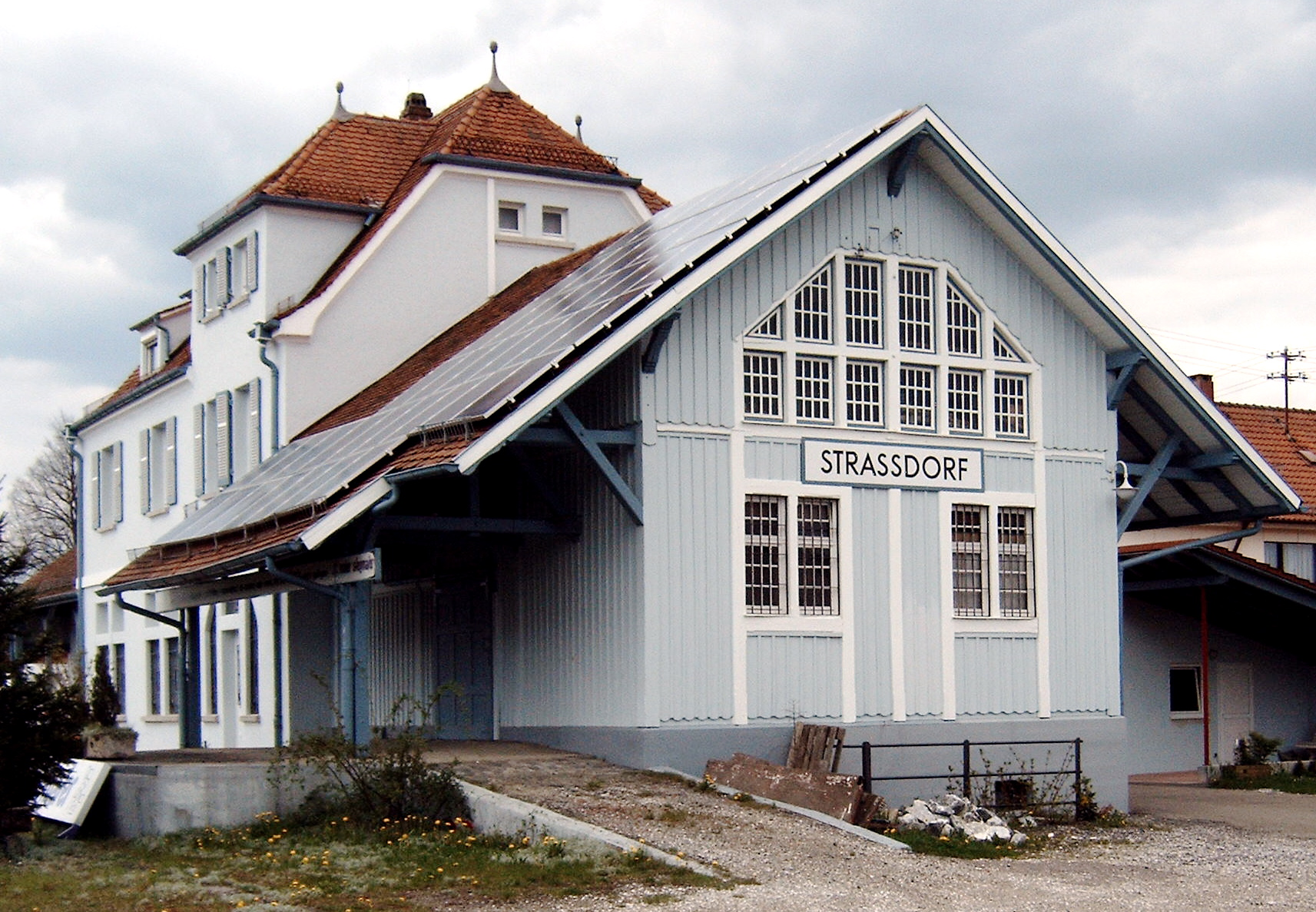
Der ehemalige Bahnhof der stillgelegten Hohenstaufenbahn

## Persönlichkeiten

### Söhne und Töchter der Gemeinde
- Georg Mühleisen (1768–1846), Stadtschultheiß von Gmünd
- Josef Bidlingmaier (1870–1967), Uhrenfabrikant (Bifora-Uhren)
- Anton Nägele (1876–1947), Historiker und Theologe
- Hans Eisele (1876–1957), Diplomat, Journalist und Schriftsteller (geboren in Metlangen)
- Augustinus Hieber (1886–1968), „Segenspfarrer vom Allgäu“